# Fosfodiesterasi
La fosfodiesterasi è un enzima deputato alla rottura dei legami fosfodiesterici.
L'enzima è presente in varie forme: attualmente sono state identificate undici diverse forme di fosfodiesterasi (nominate da 1 a 11), presenti in diversi tipi di tessuti.
Dal punto di vista clinico, l'inibizione della fosfodiesterasi può assumere un valore terapeutico. Uno dei casi più rilevanti è, per esempio, l'inibizione della fosfodiesterasi V, presente a livello dei corpi cavernosi del pene. Il sildenafil (principio attivo il cui nome commerciale più comune è Viagra), inibendo tale enzima, favorisce l'afflusso di sangue nei corpi cavernosi, permettendo l'erezione. Un altro farmaco che agisce inibendo la fosfodiesterasi di tipo III è il pimobendan, usato in veterinaria per il trattamento dello scompenso cardiaco nei cani. Le fosfodiesterasi sono anche presenti in molti veleni di serpente, e svolgono funzione inibitoria nel sistema circolatorio della vittima, aumentando la pressione sanguigna e favorendo il collasso cardiaco dell'organismo avvelenato.

## Storia
Le prime forme di fosfodiesterasi furono rinvenute nel cervello del ratto nei primi anni 1970 mentre l'impiego terapeutico degli inibitori della fosfodiesterasi fu intuito nel 1977 dai ricercatori Weiss e Hait.